# Estridulación
Se denomina estridulación a la acción de producir sonido mediante la fricción de ciertas partes del cuerpo. Este comportamiento por lo general se asocia a los insectos, aunque otros animales también poseen este tipo de comportamientos, tales como algunas especies de víboras y arañas. Se ha descubierto un ave que posee un aparato específico de estridulación, el Saltarín alitorcido. Entre los sonidos onomatopéyicos producidos por estridulación se encuentra el chirrido.

## Estridulación en los insectos
Los insectos y otros artrópodos estridulan frotando dos partes de sus cuerpos. Estos son denominados en forma genérica órganos estriduladores, aunque en muchos grupos toda la estructura es llamada estridulitrum. El mecanismo es muy bien conocido en los grillos y saltamontes, otros insectos que estridulan son Scolytinae (escarabajos de la corteza), Cerambycidae (escarabajos longicornios), Cicadidae (cicadas), Mutillidae ("hormigas aterciopeladas"), Reduviidae ("chinches asesinas"), Glaresidae ("escarabajos enigma"), la hormiga de fuego negra (Solenopsis richteri), ciervos volantes en fase larval, Passalidae, Geotrupidae (escarabajos estercoleros) y algunas especies de Agromyzidae (moscas taladradoras de hojas). Existen algunas especies de milpiés (clase Diplopoda) que también estridulan.
El mecanismo típico genérico utiliza una estructura con un borde bien definido o aserrado (el "rascador") que se desplaza sobre una superficie con ondulaciones pequeñas (el "cuerpo"), y en el proceso esta parte vibra, como cuando se desplaza la púa de un fonógrafo sobre un disco de vinilo.
En varios de los ejemplos citados la estridulación es utilizada para atraer a la pareja, o como una forma de comportamiento territorial, pero también puede ser una señal de aviso (aposematismo acústico, como en el caso de las hormigas aterciopeladas). Este tipo de comunicación fue descrito por primera vez por el biólogo esloveno Ivan Regen (1868-1947).

## Estridulación de las serpientes
Algunas especies de serpientes venenosas estridulan como parte de su comportamiento amenazador. Para esto disponen a su cuerpo en una serie de volutas en forma de C que frotan entre sí para producir un sonido siseante, como el que produce el agua derramada sobre una placa caliente. Los ejemplos más conocidos son los miembros del género Echis (ofidios con escamas aserradas), aunque también los miembros del género Cerastes (ofidios del desierto del norte de África) y por lo menos una especie de Atheris, Atheris desaixi, exhiben este comportamiento.

## Estridulación de los arácnidos
Si bien la mayoría de las arañas son silenciosas, existen algunas especies de tarántulas que estridulan. Al ser molestada la Theraphosa blondi, o tarántula Goliat, puede producir un fuerte sonido siseante mediante el frotamiento de los pelillos en sus patas. Este sonido se puede escuchar a una distancia de hasta 5 m.
Una de las araña lobo, Schizocosa stridulans Stratton, produce sonidos de baja frecuencia mediante un mecanismo por el cual hace vibrar su abdomen o una estridulación de alta frecuencia utilizando los cymbia en los extremos de sus pedipalpos.